# Fabrikkaia

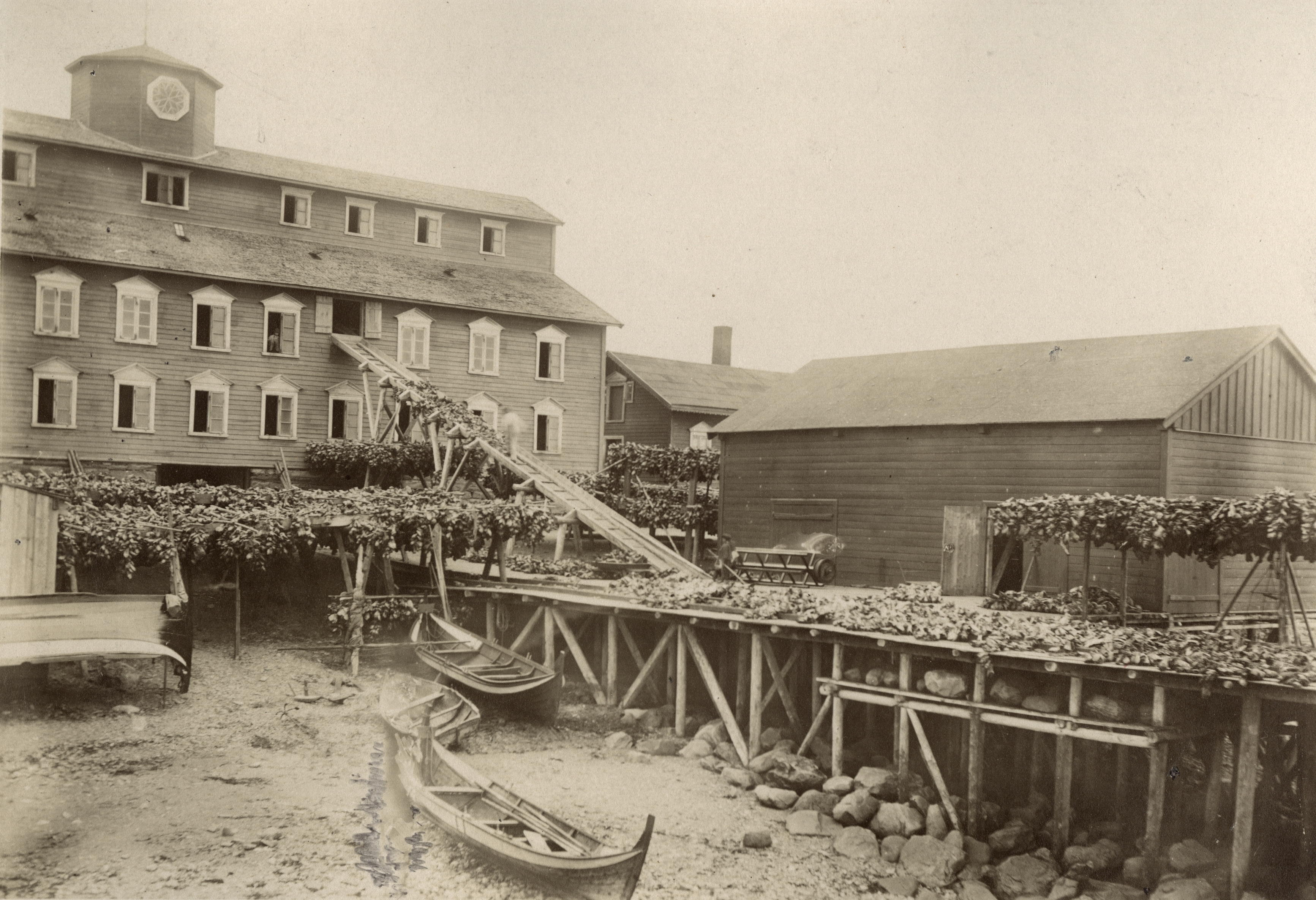
Guanofabriken vid Fabrikkaia/Prestelvkaia

Fabrikkaia, eller Prestelvkaia, är en byggnadsanläggning i Vadsø i Finnmark fylke i Norge.
Fabrikkaia är troligen Finnmarks äldsta kaj och blev åter användbar 2010 efter restaurering. Den byggdes till Esbensens guanofabrik vid Prestelva 1871.
Fabrikkaia ligger väster om Vadsøs centrum i Inre Kvenbyen (idag Inre byen), ett område som idag domineras av villor från 1900-talet. Det byggdes upp under 1800-talet av invandrare från Finland med fastigheter mellan två parallella gator, på en sluttning mot havet. Till husen hörde uthus i ordning uppför sluttningen. Nere vid stranden hade fastigheterna båthus. 
Fabrikkaia var en av få träkajer i Vads som inte brändes hösten 1944. De som överlevde kriget, har i flertalet fall rivits under efterkrigstiden. Fabrikkaia består av en kaj och ett lagerhus, vilka kulturminnesmärkts. Träkajen var alltför förfallen för att restaureras antikvariskt, varför den i stället rekonstruerades 2007. Anläggningen förvaltas av Vadsø museum – Ruija kvenmuseum.